# Bernard Lamitié
Bernard Lamitié (ur. 27 czerwca 1946 w Paryżu) – francuski lekkoatleta, trójskoczek.
Zdobył dwa złote medale igrzysk śródziemnomorskich (1975, 1979). Do jego osiągnięć należą również trzy brązowe medale halowych mistrzostwa Europy w lekkoatletyce (1974, 1976, 1977). Zwycięzca finału „A” pucharu Europy (1979). Dwukrotny olimpijczyk (Monachium 1972 – 10. miejsce i Montreal 1976 – 11. miejsce). Pięciokrotnie był mistrzem Francji (1972, 1973, 1974, 1976, 1977). Wielokrotny rekordzista kraju.
Swój rekord życiowy (16,94 m) ustanowił w 1979.